# Alvik, Leksands kommun
Alvik är en tätort i Leksands kommun.
Alvik ligger på Alvikens södra strand, cirka 2 kilometer söder om Siljansnäs.
Mackberget (335 m ö.h.) reser sig söder om byn.
Byn är klassad som ett riksintresse för kulturmiljövård.

## Historia
Byplatsen har varit befolkad länge. Vid Jonsa och åkerhöjden sydost om byn finns lämningar efter två stenåldersboplatser. På flera ställen i byn finns även rester efter primitiv järnhantering.
Alvik omtalas första gången 1539, då fanns 3 skattebönder i byn. Älvsborgs lösen upptar 7 hushåll i byn. Mantalslängend 1668 upptar 10 hushåll, och en karta från samma år har 8 gårdstecken markerade. 1766 fanns 29 hushåll i byn, och 1830 var antalet lika många. Mot mitten av 1800-talet började dock antalet gårdar öka - 1853 fanns 53 hushåll i byn, men stagnerade därefter. På 1920-talet fanns 50 gårdar i byn.

### Befolkningsutveckling
| Befolkningsutvecklingen i Alvik 1960–2023                                                                                           | Befolkningsutvecklingen i Alvik 1960–2023 | Befolkningsutvecklingen i Alvik 1960–2023 | Befolkningsutvecklingen i Alvik 1960–2023 | Befolkningsutvecklingen i Alvik 1960–2023 |
| --- | ----------------------------------------- | ----------------------------------------- | ----------------------------------------- | ----------------------------------------- |
| |                                           |                                           |                                           |                                           |
| År |                                           |                                           | Folkmängd                                 | Areal (ha)                                |
| 1960 | 1960                                      |                                           | 198                                       | ¤                                         |
| 1980 | 1980                                      |                                           | 203                                       |                                           |
| 1990 | 1990                                      |                                           | 212                                       | 75                                        |
| 1995 | 1995                                      |                                           | 199                                       | 78#                                       |
| 2000 | 2000                                      |                                           | 214                                       | 81                                        |
| 2005 | 2005                                      |                                           | 242                                       | 83                                        |
| 2010 | 2010                                      |                                           | 227                                       | 88                                        |
| 2015 | 2015                                      |                                           | 304                                       | 172                                       |
| 2020 | 2020                                      |                                           | 310                                       | 170                                       |
| 2023 | 2023                                      |                                           | 315                                       | 168                                       |
| Anm.: Ny tätort 1980. Ej tätort 1995-2000. Utökas 2015 med småorten Almo ¤ Som tätortsbebyggelse med 150-199 invånare # Som småort. |                                           |                                           |                                           |                                           |